# Список Героев Социалистического Труда (Э)
Эта страница является частью списка Героев Социалистического Труда и перечисляет в алфавитном порядке лиц, удостоенных звания Героя Социалистического Труда, чьи фамилии начинаются с буквы «Э».
- Список не включает дважды и трижды Героев Социалистического Труда, а также лиц, лишённых этого звания.
- Список содержит информацию о датах жизни, роде деятельности и дате присвоения звания Героя.
- Герои, удостоенные звания посмертно, выделены в списке  серым цветом .
- Герои, сменившие фамилию после присвоения звания, приводятся в списках дважды, при этом строка с новой фамилией выделяется  бежевым цветом  и не имеет номера.

## Список людей, фамилии которых начинаются с «Э»
| №  | Фамилия, имя, отчество             | Даты жизни              | Деятельность | Дата присвоения | ГС        |
| -- | ---------------------------------- | ----------------------- | --- | --------------- | --------- |
| 1  | Эбралидзе Севериан Платонович      | 13.06.1915 — 1982       | Секретарь Абашского районного комитета КП(б) Грузии | 21.02.1948      | [ ГС 1 ]  |
| 2  | Эванен Ольга Ивановна              | 08.07.1910 — ????       | Свинарка совхоза «Пыдрангу» Вяйке-Марьяского района Эстонской ССР | 07.03.1960      | [ ГС 2 ]  |
| 3  | Эгамбердиев Тургунпулат            | 1931 — ????             | Бригадир колхоза «Шарк юлдузи» Янгикурганского района Наманганской области | 08.04.1971      | [ ГС 3 ]  |
| 4  | Эгамбердыев Исакджан               | 1916 — ????             | Тракторист первой Наманганской МТС Наманганской области | 11.01.1957      | [ ГС 4 ]  |
| 5  | Эгамбердыев Кушбак                 | 1931 — ????             | Звеньевой колхоза «Победа» Бекабадского района Ташкентской области | 08.04.1971      |           |
| 6  | Эгамназаров Анвар                  | 1924 — 09.01.1991       | Бригадир полеводческой бригады колхоза «Кзыл Узбекистан» Орджоникидзевского района Ташкентской области                                                                               | 11.01.1957      | [ ГС 5 ]  |
| 7  | Эдельштейн Виталий Иванович        | 29.04.1881 — 01.08.1965 | Заведующий кафедрой овощеводства Московской сельскохозяйственной академии имени К. А. Тимирязева, почётный академик Всесоюзной академии сельскохозяйственных наук имени В. И. Ленина | 05.05.1961      | [ ГС 6 ]  |
| 8  | Эзерин Мария Андреевна             | 1911 — 05.10.1976       | Звеньевая семеноводческого колхоза «Интернационал» Лиозненского района Витебской области                                                                                             | 28.03.1949      | [ ГС 7 ]  |
| 9  | Эзериня Аустра Андреевна           | 26.09.1906 — 20.12.1984 | Доярка колхоза «Марупе» Рижского района Латвийской ССР | 15.02.1958      | [ ГС 8 ]  |
| 10 | Эйбатов Ага Рза Камилович          | 03.05.1918 — 07.06.1998 | Мастер промывочно-пропарочной станции Баладжары Закавказской железной дороги, Азербайджанская ССР                                                                                    | 04.08.1966      | [ ГС 9 ]  |
| 11 | Эйвазов Ага Риза Ибрагим оглы      | 29.04.1929 — 1994       | Главный механик дизель-электрохода «Советский Туркменистан» Каспийского морского пароходства Министерства морского флота СССР, гор. Баку Азербайджанской ССР                         | 29.07.1966      | [ ГС 10 ] |
| 12 | Эйвазова Бибиниса Алигусейн кызы   | 1928—1984               | Поливальщица колхоза имени М. Ф. Ахундова Сальянского района Азербайджанской ССР | 12.04.1979      | [ ГС 11 ] |
| 13 | Эйдемане Хелена Осиповна           | 24.11.1906 — 29.05.1978 | Заместитель директора средней школы № 4 имени 30-летия ВЛКСМ, гор. Рига Латвийской ССР                                                                                               | 01.07.1968      | [ ГС 12 ] |
| 14 | Эйхфельд Иоган Гансович            | 25.01.1893 — 20.04.1989 | Президент Академии наук Эстонской ССР, гор. Таллин | 25.01.1963      | [ ГС 13 ] |
| 15 | Эквтимишвили Георгий Иосифович     | 1897 — ????             | Звеньевой виноградарского совхоза «Манави» имени В. А. Канделаки Министерства пищевой промышленности СССР, Сагареджойский район Грузинской ССР                                       | 04.09.1950      |           |
| 16 | Элекчян Леон Агасерович            | 1911 — ????             | Председатель колхоза имени Микояна Очемчирского района Абхазской АССР | 03.05.1949      | [ ГС 14 ] |
| 17 | Элларян Нахшун Алавердовна         | 1914 — ????             | Звеньевая колхоза «Кармир ранчпар» Иджеванского района Армянской ССР | 14.06.1950      | [ ГС 15 ] |
| 18 | Эльгудин Леонид Вениаминович       | 01.04.1925 — 07.01.1997 | Председатель колхоза «Советская Армия» Рославльского района Смоленской области | 23.12.1976      | [ ГС 16 ] |
| 19 | Эм Гван-Бон                        | 25.09.1922 — 11.08.1980 | Звеньевой колхоза «Правда» Верхне-Чирчикского района Ташкентской области | 22.05.1951      | [ ГС 17 ] |
| 20 | Эмануэль Николай Маркович          | 01.10.1915 — 08.12.1984 | Руководитель отделения общей и технической химии Академии наук СССР, академик АН СССР, гор. Москва                                                                                   | 11.12.1981      | [ ГС 18 ] |
| 21 | Эметов Юсуп                        | род. 1933               | Бригадир машинистов экскаваторов Ташаузского ремонтно-строительного управления треста «Туркменремводстрой» Министерства мелиорации и водного хозяйства Туркменской ССР               | 08.04.1971      | [ ГС 19 ] |
| 22 | Эминадзе Хатиджа Мамудовна         | 1921 — ????             | Колхозница колхоза имени Ворошилова Дагвинского сельсовета Кобулетского района Аджарской АССР                                                                                        | 29.08.1949      | [ ГС 20 ] |
| 23 | Эминов Аскер Абдулла оглы          | 1924 — ????             | Конюх-бригадир конного завода № 75 Министерства совхозов СССР, Акстафинский район Азербайджанской ССР                                                                                | 16.11.1949      | [ ГС 21 ] |
| 24 | Эминов Мир Гамза Мир Гасан оглы    | 18.06.1932 — 12.12.1980 | Бригадир колхоза имени С. Вургуна Ильичёвского района Нахичеванской АССР | 12.12.1973      | [ ГС 22 ] |
| 25 | Эмих Елизавета Романовна           | 1909 — ????             | Старший агроном Хакасской МТС Усть-Абаканского района Хакасской автономной области                                                                                                   | 07.01.1948      | [ ГС 23 ] |
| 26 | Эмнадзе Вахтанг Рубенович          | 07.09.1927 — ????       | Шофёр Тбилисского грузового автотранспортного предприятия Министерства автомобильного транспорта Грузинской ССР                                                                      | 04.05.1971      | [ ГС 24 ] |
| 27 | Энгель Антон Иосифович             | 05.07.1929 — 23.01.1986 | Комбайнёр Коноваловской МТС Октябрьского района Северо-Казахстанской области | 11.01.1957      | [ ГС 25 ] |
| 28 | Энгельгардт Владимир Александрович | 03.12.1894 — 10.07.1984 | Директор Института радиационной и физико-химической биологии Академии наук СССР, академик Академии наук СССР, Академии медицинских наук СССР, гор. Москва                            | 13.03.1969      | [ ГС 26 ] |
| 29 | Эннс Иван Яковлевич                | 29.06.1926 — 20.09.2006 | Председатель колхоза «Заря коммунизма» Омского района Омской области | 05.12.1985      | [ ГС 27 ] |
| 30 | Эрвье Рауль-Юрий Георгиевич        | 16.04.1909 — 08.08.1991 | Начальник Тюменского геологического управления Главного управления геологии и охраны недр при Совете Министров РСФСР                                                                 | 29.04.1963      | [ ГС 28 ] |
| 31 | Эргалиев Хайтжан                   | 1919 — ????             | Звеньевой колхоза имени Андреева Гурленского района Хорезмской области | 11.01.1957      | [ ГС 29 ] |
| 32 | Эргашев Мадумар                    | 1928 — ????             | Бригадир колхоза «Москва» Папского района Наманганской области | 08.04.1971      | [ ГС 30 ] |
| 33 | Эргашев Нарбой                     | 1918 — ????             | Старший чабан совхоза «Газган» Нуратинского района Самаркандской области | 22.03.1966      |           |
| 34 | Эргашев Сафар                      | 1927 — ????             | Бригадир колхоза имени Ахунбабаева Пахтачийского района Самаркандской области | 12.04.1979      | [ ГС 31 ] |
| 35 | Эргашев Хамид                      | 1928 — ????             | Старший чабан колхоза имени Карла Маркса Гузарского района Кашка-Дарьинской области                                                                                                  | 06.08.1958      | [ ГС 32 ] |
| 36 | Эргашев Юлдаш                      | 1937 — ????             | Бригадир колхоза «Москва» Пешкунского района Бухарской области | 05.03.1982      | [ ГС 33 ] |
| 37 | Эргашева Рисалатой                 | 11.11.1924 — ????       | Председатель колхоза имени Ленина Узбекистанского района Ферганской области | 08.04.1971      | [ ГС 34 ] |
| 38 | Эрдынеев Ринчин Ванюшкеевич        | 1888—1960               | Бригадир колхоза имени Кирова Баргузинского аймака Бурят-Монгольской АССР | 29.03.1948      | [ ГС 35 ] |
| 39 | Эристави Константин Давидович      | 03.02.1889 — 13.03.1975 | Директор научно-исследовательского института экспериментальной и клинической хирургии и гематологии Академии медицинских наук СССР, академик Академии наук Грузинской ССР            | 02.04.1966      | [ ГС 36 ] |
| 40 | Эркинбаев Токтоналы                | 1885—1976               | Старший табунщик колхоза «Куланак» Куланакского района Тянь-Шаньской области | 15.09.1948      | [ ГС 37 ] |
| 41 | Эрмакчаев Туракул                  | 1928 — ????             | Старший чабан совхоза «Гиждуван» Гиждуванского района Бухарской области | 22.03.1966      |           |
| 42 | Эрматов Азим                       | 1927 — ????             | Бригадир тракторной бригады первой Урта-Сарайской МТС Ташкентской области | 11.01.1957      | [ ГС 38 ] |
| 43 | Эрматова Таджихан                  | 1940 — 29.04.1988       | Звеньевая колхоза имени Молотова Араванского района Ошской области | 15.02.1957      | [ ГС 39 ] |
| 44 | Эрнесакс Густав Густавович         | 12.12.1908 — 24.01.1993 | Главный дирижёр и художественный руководитель Государственного академического мужского хора Эстонской ССР, народный артист СССР, гор. Таллин                                         | 15.11.1974      | [ ГС 40 ] |
| 45 | Эрнст Артур Яковлевич              | 31.07.1934 — 15.06.2006 | Председатель колхоза «Заря Алтая» Завьяловского района Алтайского края | 15.05.1987      | [ ГС 41 ] |
| 46 | Эрсарыев Анна                      | 18.08.1908 — ????       | Звеньевой колхоза имени Тельмана Ленинского района Ташаузской области | 30.07.1951      | [ ГС 42 ] |
| 47 | Эсакия Николай Михайлович          | 06.11.1906 — 04.1987    | Заместитель директора и руководитель шахтостроительных работ Акционерного общества «Висмут»                                                                                          | 29.10.1949      | [ ГС 43 ] |
| 48 | Эсамбаев Махмуд Алисултанович      | 15.07.1924 — 07.01.2000 | Чеченский эстрадный актёр, хореограф, балетмейстер, народный артист СССР, гор. Москва                                                                                                | 13.07.1984      | [ ГС 44 ] |
| 49 | Эсенов Тайча                       | 1923 — ????             | Звеньевой колхоза «Большевик» Куня-Ургенчского района Ташаузской области | 30.07.1951      | [ ГС 45 ] |
| 50 | Эсенова Ораз Гозель                | 1915 — ????             | Звеньевая колхоза «Сынпы-Гореш» Марыйского района Марыйской области | 11.06.1949      | [ ГС 46 ] |
| 51 | Эсмухамбетов Наурды Акватович      | 1927—1994               | Старший чабан племенного овцесовхоза «Шелковский» Шелковского района Чечено-Ингушской АССР                                                                                           | 22.05.1963      | [ ГС 47 ] |
| 52 | Этерия Ермолай Павлович            | 1900 — ????             | Бригадир колхоза «Ленинис Андердзи» Гальского района Абхазской АССР | 21.02.1948      | [ ГС 48 ] |
| 53 | Эттенко Алексей Михайлович         | 20.03.1937 — 18.05.2021 | Комбайнёр совхоза имени 50-летия СССР Советского района Северо-Казахстанской области                                                                                                 | 10.12.1973      | [ ГС 49 ] |
| 54 | Эфендиев Алихан Омар оглы          | 06.04.1910 — 10.09.1990 | Заведующий отделом сельского хозяйства Белоканского района Азербайджанской ССР | 01.07.1949      | [ ГС 50 ] |
| 55 | Эфендиев Махмуд Мамед оглы         | 03.01.1912 — 17.11.1975 | Заведующий районным отделом сельского хозяйства Сафаралиевского района Азербайджанской ССР                                                                                           | 10.03.1948      | [ ГС 51 ] |
| 56 | Эфендиев Мустафа Мамед оглы        | 15.01.1909 — 02.1981    | Старший агроном Казахской МТС Казахского района Азербайджанской ССР | 12.07.1950      | [ ГС 52 ] |
| 57 | Эхвая Николай Тедоевич             | 10.07.1915 — 27.12.1984 | Агроном колхоза имени Сталина Гальского района Абхазской АССР | 03.07.1950      | [ ГС 53 ] |
| 58 | Эшбаев Амирали                     | 1931 — ????             | Старший чабан совхоза «50 лет СССР» Дехканабадского района Кашкадарьинской области                                                                                                   | 25.12.1976      | [ ГС 54 ] |
| 59 | Эшенова Салый                      | 10.06.1921 — ????       | Мастер-швея Пржевальской швейной фабрики совнархоза Киргизской ССР | 07.03.1960      | [ ГС 55 ] |
| 60 | Эшов Сангин                        | 1933 — ????             | Бригадир бетонщиков строительно-монтажного управления № 22 треста «Таджикцелинстрой», Ура-Тюбинский район Таджикской ССР                                                             | 05.11.1966      |           |